# Giovani Chefs
Giovani Chefs (Jonge Garde) è una serie di origine olandese e belga trasmessa dal 26 ottobre 2015 su Disney Channel. La serie è incentrata su un gruppo di giovani aspiranti cuochi che frequentano una scuola per diventare veri chef.
Nell'aprile del 2016 è stato annunciato una seconda stagione registrata nel luglio dello stesso anno. Il debutto della stagione è andato in onda dal 7 novembre nei Paesi Bassi e Belgio.
In Italia è stata trasmessa su Disney Channel dal 27 giugno 2016.

## Episodi
| Stagione         | Episodi | Prima TV Paesi Bassi - Belgio | Prima TV Italia |
| ---------------- | ------- | ----------------------------- | --------------- |
| Prima stagione   | 24      | 2015                          | 2016            |
| Seconda stagione | 17      | 2016                          | non trasmesso   |

## Trasmissioni internazionali
| Paese                     | Canale / Servizio di Streaming | Prima TV        | Titolo                       |
| ------------------------- | ------------------------------ | --------------- | ---------------------------- |
| Paesi Bassi Belgio        | Disney Channel                 | 26 ottobre 2015 | Jonge Garde Les Chefs Toqués |
| Italia                    | Disney Channel                 | 27 giugno 2016  | Giovani Chefs                |
| Francia                   | Disney Channel                 | 4 luglio 2016   | Les Chefs Toqués             |
| Germania Austria Svizzera | Disney+                        | 13 luglio 2022  | Jonge Garde                  |